# Облака верхнего яруса
Облака верхнего яруса или ОВЯ — собирательное название для высокорасположенных облаков, к которым относятся перистые, перисто-слоистые и перисто-кучевые. В полярных широтах они как правило занимают высоты выше трёх километров, в умеренных — выше пяти, а в тропических — выше шести. Преимущественно состоят из ледяных кристаллов.
Начало систематическому изучению облаков верхнего яруса было положено в конце XIX века. Развитие авиатехники и появление новых высотных самолётов в 50-60-е годы XX века способствовало прогрессу исследований верхней тропосферы и нижней стратосферы. Интерес к облакам верхнего яруса значительно возрос, когда выяснилось, что они являются важным фактором, влияющим на формирование климата и радиационные процессы в атмосфере. Кроме этого, не вызывает сомнений необходимость их учитывать при решении практических задач, таких как интерпретация спутниковых наблюдений и численное моделирование погоды. Основной интерес у современных исследователей вызывают их микрофизические, радиационные и оптические свойства.